# GNU toolchain
El GNU toolchain agrupa a una serie de proyectos que contienen las herramientas de desarrollo de software producidas por el proyecto GNU. Estos proyectos forman un sistema integrado que es usado para programar tanto aplicaciones como sistemas operativos.
El GNU toolchain es un componente vital en el desarrollo del núcleo Linux, el desarrollo de BSD y de software para sistemas embebidos. Partes del toolchain de GNU también son usadas en Solaris y en Microsoft Windows con Cygwin y MinGW/MSYS.

## Proyectos que son incluidos en el GNU toolchain
- GNU make: automatización de la estructura y de la compilación.
- La GNU Compiler Collection (GCC): compiladores para varios lenguajes.
- El GNU Binutils: enlazador, ensamblador y otras herramientas.
- El GNU Debugger (GDB): un depurador interactivo.
- El GNU build system (autotools): Autoconf, Autoheader, Automake, Libtool - generadores de makefiles.

## Proyectos relacionados
- GNU C Library, una implementación de la biblioteca estándar de C
- GNU Classpath
- CVS